# 臨時通貨法
臨時通貨法（りんじつうかほう、昭和13年6月1日法律第86号）は、「貨幣法」（明治30年法律第16号）で規定されている貨幣に代わり、臨時補助貨幣ならびに小額政府紙幣を発行することに関する日本の法律である。
「通貨の単位及び貨幣の発行等に関する法律」（昭和62年法律第42号）施行に伴い廃止された。

## 概要
1937年（昭和12年）に勃発した支那事変（日中戦争）の影響により、補助貨幣の素材でもある軍需用金属（ニッケル、銅など）の需要が増加した。またニッケルはその大部分を輸入に頼っていたため、これらの金属の使用を差し控えて、日本国内で豊富に産出される、または調達の容易な金属で代替した「臨時補助貨幣」を製造することとした。
1938年（昭和13年）6月に、支那事変終了後一年までの時限立法として施行されたが、1942年（昭和17年）2月には、大東亜戦争（太平洋戦争）終了後一年まで期限を延長し、戦争終了後の1946年（昭和21年）には「必要ある時」から「当分の内」に改めるとともに、期限を規定していた附則第二項が削除された。
この法律により、帝国議会による貨幣法の改正を経ずに、時局の推移に応じて貨幣法で規定された「貨幣」以外の「臨時補助貨幣」を発行する事が可能となり、素材、品位、量目及び形式は勅令で定めることとした。これにより、戦時中は貨幣用資材調達の都合に合わせて様々な素材の臨時補助貨幣が発行され、素材金属の逼迫に伴い量目を削減する変更が行われた。また、臨時補助貨幣以外に五十銭の小額紙幣を発行し、貴金属である銀を使用した五十銭銀貨の回収が進められた。第二次世界大戦後は貨幣法が有名無実化し、国会による臨時通貨法の改正により臨時補助貨幣の額面の追加が行われ、その形式は政令で定められた。
なお、貨幣法の改正を行わずに臨時通貨法の改正による臨時補助貨幣の額面の追加を行う理由として、1946年（昭和21年）7月6日の貴族院「臨時通貨法の一部を改正する法律案特別委員会」において、素材の需給状況から貨幣法による補助貨幣の製造発行が当分困難であり、貨幣法の改正では金貨の問題があって手がつけられず、臨時補助貨幣及び小額紙幣の発行を継続する必要がある旨を、当時の大蔵大臣石橋湛山が発言している。
1988年（昭和63年）4月の「通貨の単位及び貨幣の発行等に関する法律」（昭和62年法律第42号）施行により、臨時通貨法を含む貨幣法等の通貨関係法律がまとめて廃止された。

## 条文
以下は、1938年（昭和13年）6月1日に公布された内容である（その後の改正等は#改正を参照の事）。

## 改正
1942年（昭和17年）から1981年（昭和56年）にかけて、8度にわたり改正された。
- 1942年（昭和17年）、大東亜戦争呼称ヲ定メタルニ伴フ各法律中改正法律（昭和17年2月18日法律第9号）により、附則第二項の「支那事変」を「大東亜戦争」に改めた。
- 1946年（昭和21年）、昭和二十年勅令第五百四十二号「ポツダム」宣言ノ受諾ニ伴ヒ発スル命令ニ関スル件ニ基ク国有財産法中改正等ノ件（昭和21年3月14日勅令第142号）により、附則第二項の「大東亜戦争」を「今次ノ戦争」に改めた。

### 臨時通貨法の一部を改正する法律
当初は臨時補助貨幣として十銭、五銭、一銭の3種類が規定され、法貨として通用する枚数は、十銭が50枚、五銭及び一銭は100枚とされた。その後、物価上昇に伴い発行される額面の追加が行われ、最終的には五百円、百円、五十円、十円、五円、一円、五十銭、十銭、五銭及び一銭の10種類が規定されていた（一円未満の臨時補助貨幣は「通貨の単位及び貨幣の発行等に関する法律」が施行されるまで廃止されていない）。また、法貨として通用する枚数は、五十銭以上の貨幣は20枚とされている。

#### 昭和21年改正
1946年（昭和21年）、臨時通貨法の一部が改正され、五十銭硬貨を追加すると共に期限を定めた附則第二項が削除された。

#### 昭和23年改正
1948年（昭和23年）、臨時通貨法の一部が改正され、五円硬貨及び一円硬貨が追加された。

#### 昭和25年改正
1950年（昭和25年）、臨時通貨法の一部が改正され、十円硬貨が追加された。

#### 昭和30年改正
1955年（昭和30年）、臨時通貨法の一部が改正され、五十円硬貨が追加された。

#### 昭和32年改正
1957年（昭和32年）、臨時通貨法の一部が改正され、百円硬貨が追加された。

#### 昭和56年改正
1981年（昭和56年）、臨時通貨法の一部が改正され、五百円硬貨が追加された。

### 改正後の条文
昭和56年改正後、通貨の単位及び貨幣の発行等に関する法律で廃止されるまでの条文は以下の様になる。太字部分は追加・変更した箇所である。

## 廃止
数度の改正を経て来たものの、臨時通貨法には既に使われなくなって久しい五十銭、十銭、五銭、一銭が臨時補助貨幣の種類として残ったままであり（実際には「小額通貨の整理及び支払金の端数計算に関する法律」（小額通貨整理法：昭和28年法律第60号）により通用は禁止されている）、金本位制を前提として制定された貨幣法も依然有効な状態であったため、現状の通貨制度に即した法律に整備する事とした。
1987年（昭和62年）6月、通貨の額面価格の単位、貨幣の製造及び発行、貨幣の種類等に関して必要な事項を定めるほか、記念貨幣等を一定の要件の下に弾力的に発行して販売を行う事を定めた「通貨の単位及び貨幣の発行等に関する法律」（通貨法：昭和62年法律第42号）が公布され、1988年（昭和63年）4月の施行に伴い、同法附則第2条に掲げられた臨時通貨法を含む貨幣法等の通貨関係法律が廃止された。
また臨時通貨法関係の勅令及び政令についても、通貨法と同時に施行された「通貨の単位及び貨幣の発行等に関する法律施行令」（昭和63年政令第50号）により、造幣規則（明治30年勅令第138号）、貨幣形式令（昭和8年勅令第232号）等と共に廃止されている。
通貨法では、通貨の額面価格の単位は円とし、その額面価格は一円の整数倍とすると共に、貨幣の種類は、五百円、百円、五十円、十円、五円及び一円の6種類とされ、国家的な記念事業として発行する貨幣（記念貨幣）として一万円、五千円及び千円の3種類も閣議の決定を経て発行可能となった。また、法貨として適用する枚数も額面価格の二十倍までと規定されている。なお、旧臨時通貨法及び関連法の下で発行された臨時補助貨幣（旧小額通貨整理法で通用が禁止された物を除く）、及び記念貨幣は政府が発行した貨幣とみなすと規定されている。

## 臨時通貨法関係の勅令及び政令

### 勅令
- 臨時通貨法ヲ朝鮮、台湾及樺太ニ施行スルノ件（昭和13年6月1日勅令第387号）
- 臨時通貨ノ形式等ニ関スル件（昭和13年6月1日勅令第388号）
- 昭和十三年勅令第三百八十八号（臨時通貨ノ形式等ニ関スル件）中改正ノ件（昭和13年11月29日勅令第734号）
- 昭和十三年勅令第三百八十八号（臨時通貨ノ形式等ニ関スル件）中改正ノ件（昭和15年3月28日勅令第113号）
- 臨時通貨ノ形式等ニ関スル件（昭一三勅三八八）ニ定ムルモノノ外五銭臨時補助貨幣ノ形式等ヲ定ムルノ件（昭和15年7月19日勅令第476号）
- 臨時通貨ノ形式等ニ関スル件（昭一三勅三八八）ニ定ムルモノノ外一銭臨時補助貨幣ノ形式等ヲ定ムルノ件（昭和15年12月18日勅令第906号）
- 臨時通貨ノ形式等ニ関スル件（昭一三勅三八八）及五銭臨時補助貨幣ノ形式等ヲ定ムルノ件（昭一五勅四七六）ニ定ムルモノノ外臨時補助貨幣ノ形式等ヲ定ムルノ件（昭和16年8月27日勅令第826号）
- 臨時通貨ノ形式等ニ関スル件（昭一三勅三八八）ニ定ムルモノノ外小額紙幣ノ形式ヲ定ムルノ件（昭和17年10月23日勅令第688号）
- 臨時通貨ノ形式等ニ関スル件（昭一三勅三八八）、昭和十五年勅令第四百七十六号、同年勅令第九百六号及昭和十六年勅令第八百二十六号ニ定ムルモノノ外臨時補助貨幣ノ形式等ヲ定ムルノ件（昭和18年2月5日勅令第60号）
- 臨時通貨ノ形式等ニ関スル件（昭一三勅三八八）、昭和十五年勅令第四百七十六号、同年勅令第九百六号、昭和十六年勅令第八百二十六号及昭和十八年勅令第六十号ニ定ムルモノノ外臨時補助貨幣ノ形式等ヲ定ムルノ件（昭和19年3月8日勅令第112号）
- 臨時通貨ノ形式等ニ関スル件（昭一三勅三八八）、昭和十三年勅令第三百八十八号、昭和十五年勅令第四百七十六号、同年勅令第九百六号、昭和十六年勅令第八百二十六号、昭和十八年勅令第六十号及昭和十九年勅令第百十二号ニ定ムルモノノ外臨時補助貨幣ノ形式等ヲ定ムルノ件（昭和21年1月26日勅令第44号）
- 臨時通貨ノ形式等ニ関スル件（昭一三勅三八八）及昭和十七年勅令第六百八十八号ニ定ムルモノノ外小額紙幣ノ形式ヲ定ムルノ件（昭和21年3月5日勅令第121号）
- 五十銭の臨時補助貨幣の形式等に関する勅令（昭和21年8月16日勅令第392号）

### 政令
- 昭和二十一年勅令第三百九十二号五十銭の臨時補助貨幣の形式等に関する勅令の一部を改正する政令（昭和22年8月7日政令第157号）
- 臨時通貨法第五条第三項の規定により小額紙幣の形式を定める政令（昭和23年3月5日制令第46号）
- 五円及び一円の臨時補助貨幣の形式等に関する政令（昭和23年9月21日政令第296号）
- 五円及び一円の臨時補助貨幣の形式等に関する政令の一部を改正する政令（昭和24年8月1日政令第290号）
- 十円の臨時補助貨幣の形式等に関する政令（昭和25年3月2日政令第26号）
- 十円の臨時補助貨幣の形式等に関する政令の一部を改正する政令（昭和26年12月7日政令第372号）
- 五円及び一円の臨時補助貨幣の形式等に関する政令の一部を改正する政令（昭和30年3月16日政令第32号）
- 五十円の臨時補助貨幣の形式等に関する政令（昭和30年6月20日政令第88号）
- 百円の臨時補助貨幣の形式等に関する政令（昭和32年7月10日政令第191号）
- 十円の臨時補助貨幣の形式等に関する政令等の一部を改正する政令（昭和34年1月5日政令第1号）
- 五円及び一円の臨時補助貨幣の形式等に関する政令の一部を改正する政令（昭和34年6月1日政令第209号）
- 百円の臨時補助貨幣の形式等に関する政令の一部を改正する政令（昭和39年6月9日政令第179号）
- オリンピック東京大会記念のための千円の臨時補助貨幣の形式等に関する政令（昭和39年6月9日政令第180号）
- 五十円の臨時補助貨幣の形式等に関する政令及び百円の臨時補助貨幣の形式等に関する政令の一部を改正する政令（昭和41年9月30日政令第341号）
- 百円の臨時補助貨幣の形式等に関する政令の一部を改正する政令（昭和44年8月18日政令第221号）
- 百円の臨時補助貨幣の形式等に関する政令の一部を改正する政令（昭和46年7月29日政令第258号）
- 百円の臨時補助貨幣の形式等に関する政令の一部を改正する政令（昭和49年12月27日政令第400号）
- 百円の臨時補助貨幣の形式等に関する政令の一部を改正する政令（昭和51年8月20日政令第219号）
- 五百円の臨時補助貨幣の形式等に関する政令（昭和56年7月3日政令第245号）
- 五百円の臨時補助貨幣の形式等に関する政令の一部を改正する政令（昭和59年10月16日政令第306号）
- 五百円の臨時補助貨幣の形式等に関する政令の一部を改正する政令（昭和60年6月21日政令第183号）
- 天皇陛下御在位六十年記念のための十万円及び一万円の臨時補助貨幣の品位及び形式に関する政令（昭和61年4月28日政令第130号）
- 五百円の臨時補助貨幣の形式等に関する政令の一部を改正する政令（昭和61年4月28日政令第131号）